# 공작함

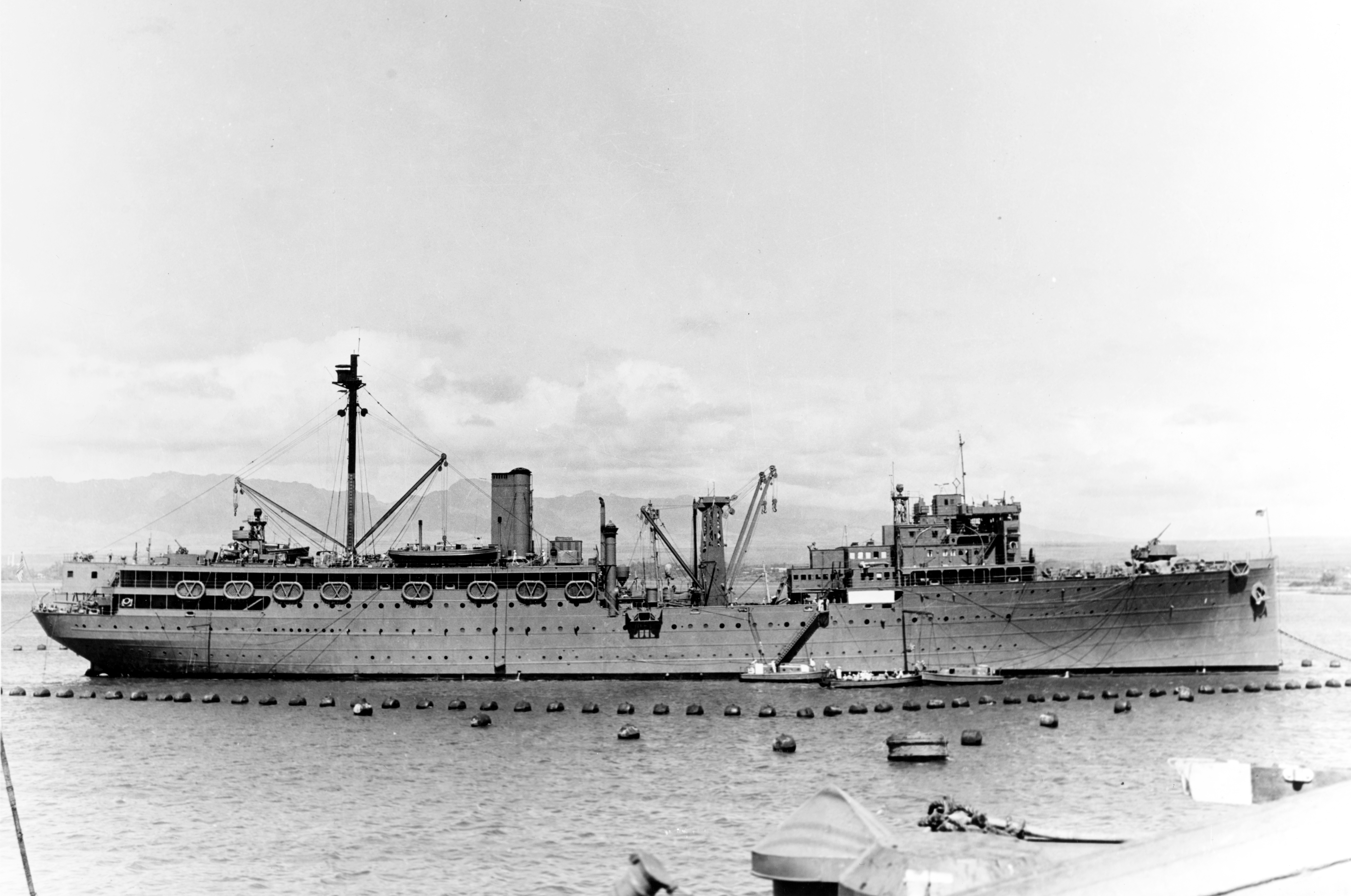

공작함(工作艦)은 군함의 정비 지원을 제공하도록 설계된 해군 보조선이다. 공작함은 구축함, 잠수함, 수상기모함 등에 유사 서비스를 제공하지만 상당한 기계적 고장이나 전투상의 손상에 대한 수리를 위한 장비와 인력을 포함한 더 넓은 수리 능력을 제공할 수 있다. 군수지원함이라고도 부른다.

## 참고 자료
- Lenton, H.T.; Colledge, J.J. (1964). 《British and Dominion Warships of World War II》. Doubleday & Company.